# ناويا أوهاشي
ناويا أوهاشي (باليابانية: 大橋 直矢) (مواليد 23 يوليو 1987)، هو لاعب كرة قدم كان يلعب كلاعب وسط.